# Chiretolpis elongata
Chiretolpis elongata là một loài bướm đêm thuộc phân họ Arctiinae, họ Erebidae.